# Санйа, Саийан
Саийан Санйа (тайск. สายัณห์ สัญญา) (31 января 1953 года в Супханбури, Таиланд — 27 сентября 2013 года) — популярная тайская певица.

## Дискография
- Kai Ja
- Kwam Rak Muen Ya Khom
- Rak Sathan Din Satuen
- Nam Ta Nang
- Am Nat Haeng Kwam Kid Tueng
- Ai Num Rod Tai
- Lon Klao Phao Thai